# راع

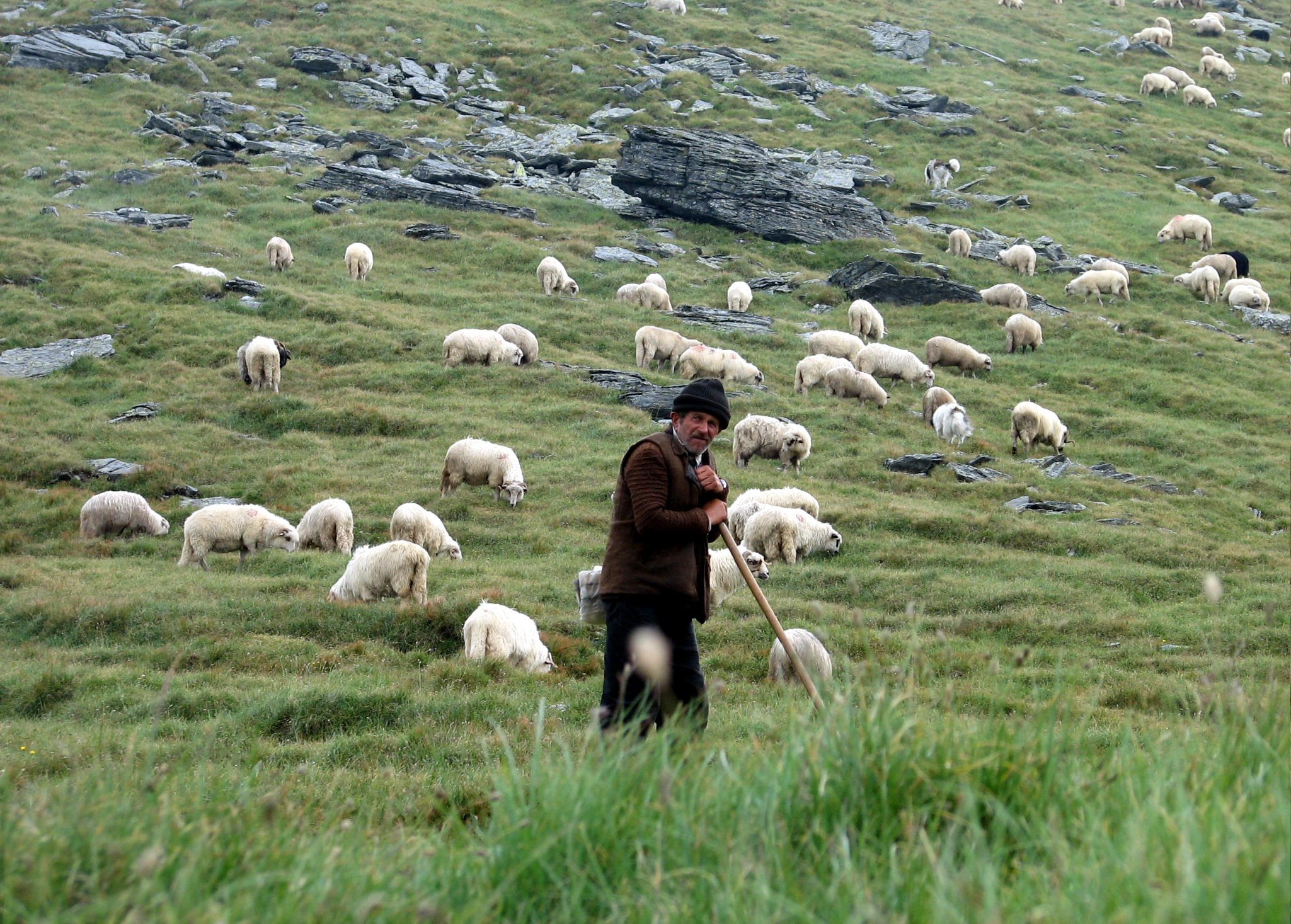
راع في رومانيا

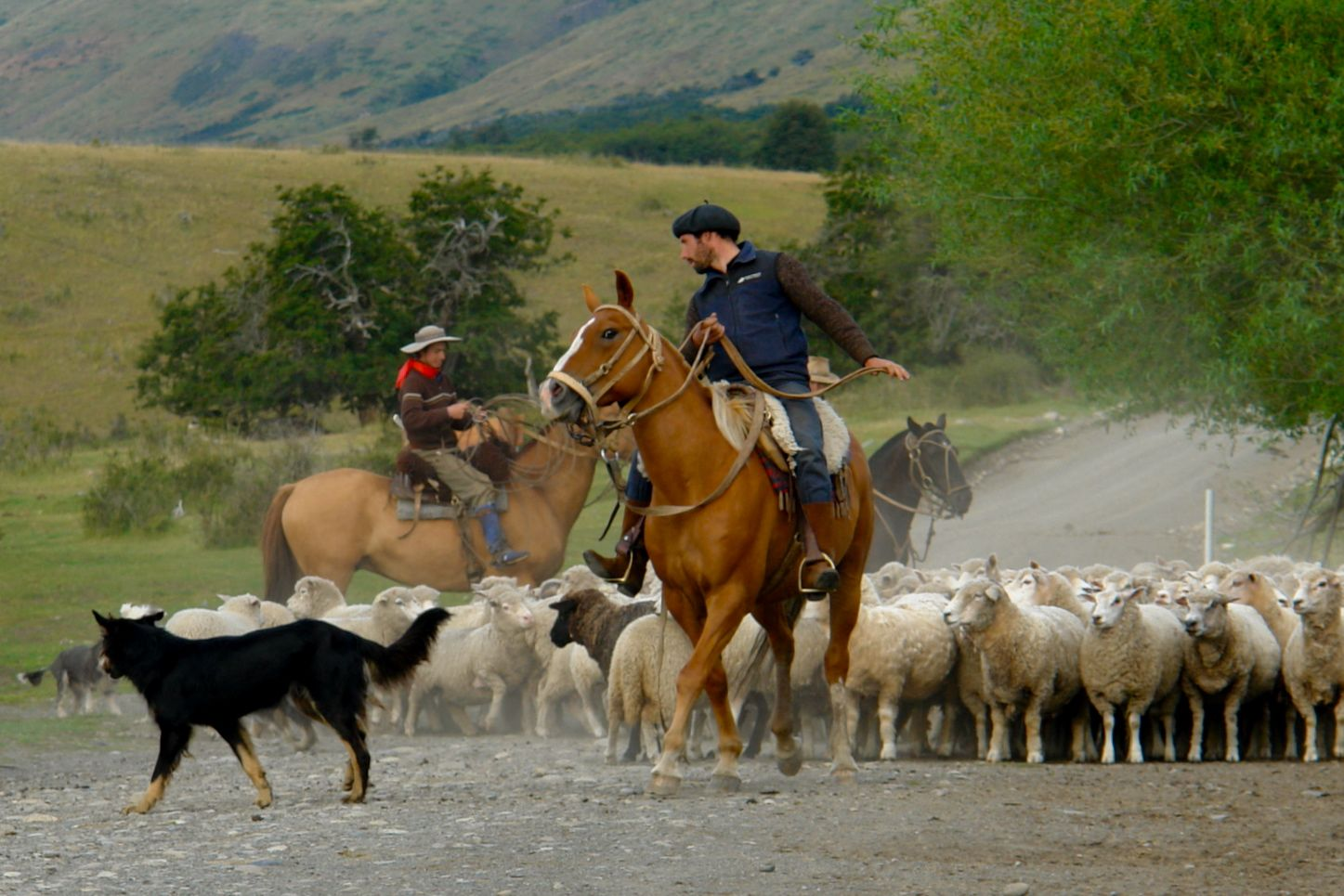
غنم الراعي في بتغونية

الراعي هو الشخص الذي يعتني بحيوانات المراعي الأليفة التي تتجول في الوديان. تشمل هذه الحيوانات قطيع الأغنام من شياه وخراف أو الماعز والتيوس وكذلك الدواب مثل البقر والجواميس والجمال ويتخير لها أوفر المراعي وأطيبها بغية الإفادة من لحومها وألبانها أو بيعها.